# Понорницька селищна територіальна громада
Понорницька селищна громада — селищна територіальна громада в Україні, в Новгород-Сіверському районі, на півночі Чернігівської області. Включає в себе 16 сіл та адміністративний центр — селище Понорниця.

## Історія
Утворена 20 червня 2019 року шляхом об'єднання Понорницької селищної ради та Вербівської сільської ради тоді ще Коропського району. І хоча Понорницька ОТГ почала свій відлік з 20 червня 2019 року, але офіційною датою утворення об'єднаної громади вважається день, на який Центральною виборчою комісією України (ЦВК) було призначено перші вибори, тобто, 22 грудня 2019 року.
Відповідно до розпорядження Кабінету Міністрів України № 730-р від 12 червня 2020 року «Про визначення адміністративних центрів та затвердження територій територіальних громад Чернігівської області», до складу громади були включені території Деснянської сільської ради, Крисківської сільської ради, Мезинської сільської ради, Покошицької сільської ради, Радичівської сільської ради, Розльотівської сільської ради
Коропського району та Авдіївської сільської ради, Шаболтасівської сільської ради Сосницького району.
Відповідно до постанови Верховної Ради України від 17 червня 2020 року «Про утворення та ліквідацію районів», Понорницька ОТГ, в зв'язку з розформуванням Коропського району, з 1 січня 2021 року увійшла до новоствореного укрупненого Новгород-Сіверського району.

## Старостинські округи
- Авдіївський (с. Авдіївка, с. Шаболтасівка)
- Покошицький (с. Покошичі, с. Деснянське, с. Мезин, с. Курилівка, с. Сміле)
- Радичівський (с. Радичів, с. Розльоти, с. Криски, с. Іваньків, с. Великий Ліс)

## Населені пункти
До складу громади входять 1 селище (Понорниця) і 16 сіл: Авдіївка, Великий Ліс, Верба, Деснянське, Зелена Поляна, Іванків, Криски, Курилівка, Мезин, Осьмаки, Покошичі, Радичів, Рихли, Розльоти, Сміле, Шаболтасівка.

## Природно-ресурсний потенціал
Клімат – континентальний. Зима відносно холодна та сніжна. Середня річна температура повітря становить +6°С, січня – -7,9°С, липня – +19,4°С. Безморозний період триває близько 160 днів. Середня сума опадів становить 590-640 мм, більша частина яких випадає у теплу пору року.
Ландшафт – поверхня бугриста, ландшафти перехідні від поліських до лісостепових.
Ґрунти – чорноземи глибокі, малогумусні, лугові та лугочорноземні, темно-сірі підзолисті і торфоболотні. Середній кадастровий бал – 49.
Корисні копалини (нерудні) – суглинки, торфяники. 
Загальна площа земельного фонду громади усього становить 51 812,2 га, із низ:
- сільськогосподарська – 24179,8 га, а саме:
- рілля – 17 012,0 га
- пасовища – 3 255,8 га
- сіножаті – 3 771,8 га
- садівництво – 140,1 га

- житлової та громадської забудови – 367,3 га;
- природозаповідного та природоохоронного – 7 399,5 га;
- рекреаційного – 4,8 га;
- історикокультурного призначення – 77,5 га;
- лісогосподарського призначення – 15 666,0 га;
- водний фонд – 1 812,6 га,
- промисловості, транспорту, зв’язку, енергетики, оборони та іншого призначення – 2 993,4 га.
Структура земельного фонду свідчить, що майже 1/2  території зайнято сільськогосподарськими землями. 
По території громади проходить одна з найбільших водних артерій країни – річка Десна, та маленькі річки: Багачка, Студенка, Головесня, Козириха, Кістер, Криски, струмок Восковаха. 
В заплаві р. Десни збереглося багато стариць та озер, серед яких найбільшим є озеро Хотинь, площею 50 га, та інші: о. Стояле (12,1 га), о. Дятелець (11,0 га), озеро б/н (13,3 га), о. Стариця (30,8 га). Болота займають незначні площі.
Ліси займають 30,2% поверхні громади. 
На території громади розташований Мезинський національний природний парк площею 31 035,2 га, з яких 8 543,9 га надаються парку в постійне користування.

## Характеристика населення та трудових ресурсів
Станом на 01.01.2024 року чисельність населення склала 7 112 особи. З них:
- працездатного населення – 2 835 осіб,
- працюючих – 1 601 особа,
- зареєстрованих безробітних – 28,
- осіб з інвалідністю – 489 осіб,
- внутрішньо-переміщених осіб – 1 088 (зареєстровано з початку повномасштабного вторгнення рф).

Як загалом по Україні, так і у громаді, гендерний склад населення громади характеризується сталою диспропорцією з чисельною перевагою жінок над чоловіками. Також слід відмітити, що осіб пенсійного віку майже в два рази більше за осіб працездатного населення.
Характерною ознакою Понорницької громади є її велика площа та низька щільність заселення. Густота населення становить 14 осіб на 1 кв. км. (по Чернігівській області – 33,7 особи на кв. км, по Україні – 74 особи на кв. км).
З початком повномасштабного вторгнення рф, на території громади було зареєстровано 1088 внутрішньо-переміщених осіб. Деякі з них залишилися на території громади на постійне проживання.
Низька урбанізація та щільність населення створюють додаткові проблеми у розвитку громади, пов’язані з обмеженістю трудових ресурсів.

## Економіка та підприємництво
Основна економічна діяльність – сільськогосподарська. Сільськогосподарські підприємства спеціалізуються на вирощуванні зернових, овочевих і технічних культур та тваринництві.  Проте значну частину також займають лісова та харчова промисловість.
На території громади зареєстровано 53 роботодавці.
Аграрний сектор економіки громади представлений 19 господарствами різної форми власності; 6 товариствами з обмеженою відповідальністю, 1 сільськогосподарським виробничим кооперативом, 12 фермерськими господарствами, 1 приватним сільськогосподарським підприємством.
Провідні господарства громади, що займаються вирощуванням сільськогосподарських культур та тваринництвом – ТОВ «Білі роси», ТОВ «Покошицьке», ТОВ «Наша мрія», ФГ «Верба-Агро».
В  галузі тваринництва за станом на 01.01.2024 в сільгосппідприємствах утримувалось 2,0 тис голів ВРХ, в тому числі 1,1 тис голів корів.
Після повномасштабного вторгнення рф, активні та небайдужі фермери громади створили громадську організацію «Об’єднання аграріїв Понорницької громади».
Промисловий комплекс налічує підприємство, що займається виробництвом молочної продукції «Білі Роси», підприємство з переробки картоплі на крохмаль ФГ «Бородюк» та хлібопекарня «Авангардхліб». 
У Понорницькій громаді зареєстровано 120 фізичних осіб-підприємців, які сконцентровані у сфері торгівлі, громадського харчування, надання побутових послуг, та 60 юридичних осіб, серед яких і Громадська організація «Мамонт Фемелі» та Благодійна організація «Благодійний фонд «Мамут Хелп». Малий та середній бізнес забезпечує вагомий внесок у вирішенні проблем зайнятості, формуванні дохідної частини бюджету.
Галузі економіки в основному представлені підприємствами переробної, лісової, харчової, енергетичної промисловості та сільського господарства. Середній та малий бізнес представлений в основному сферою торгівлі, послуг та дрібного товаровиробництва. 
Завдяки своєму географічному розташуванню, Понорницька громада має усі передумови для забезпечення динамічного розвитку матеріального виробництва, підвищення доброботу кожного громадянина, вирівнювання диспропорцій у соціально-економічному, культурному комплексному розвитку населених пунктів, за рахунок раціонального та ефективного використання природноресурсного, науково-технічного, трудового та виробничого потенціалу. 